# میورگو
میورگو (به لاتین: Myurego) یک منطقهٔ مسکونی در روسیه است که در داغستان واقع شده‌است.